# Dreadnought hoax

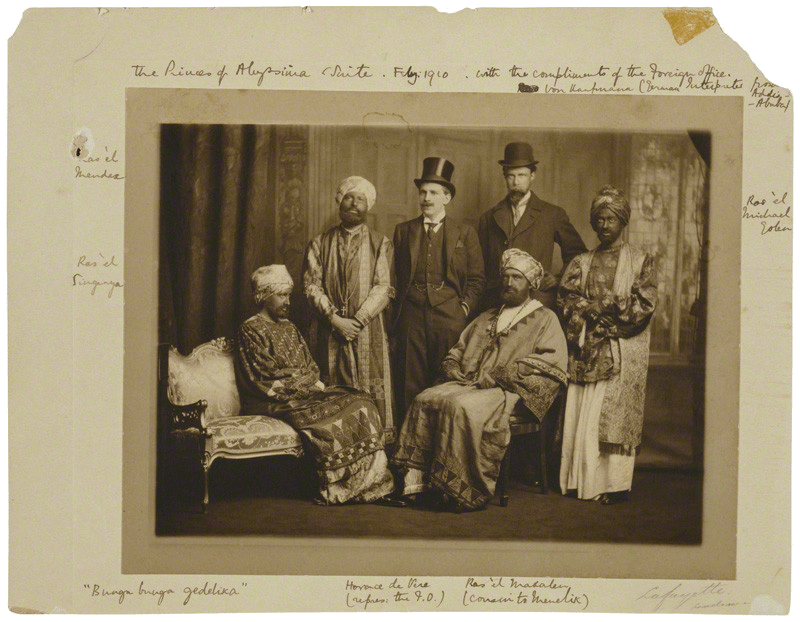
De "prinsen van Abyssinië" met hun gevolg, Virginia Woolf is de meest linkerfiguur, met baard. In het midden, met hoge hoed, Horace Vere Cole. De man rechts, met de bolhoed, is Virginia's broer Adrian, die als "tolk" optrad

De Dreadnought hoax (de practical joke met de Dreadnought) was een grap die in 1910 werd georganiseerd door de grappenmaker Horace de Vere Cole, daarin bijgestaan door leden van de Bloomsburygroep als Duncan Grant, Adrian Stephen en zijn zus Virginia Woolf.
Kern van de grap was dat een deel van het gezelschap zich verkleedde als prinsen van Abyssinië en hun gevolg, waarbij Adrian Stephen optrad als de tolk van het gezelschap. Enkele dagen daarvoor had men aan de commandant van HMS Dreadnought een bericht gestuurd dat het prinselijk gezelschap voornemens was om dit slagschip, een van de nieuwste aanwinsten van de Royal Navy, te komen inspecteren. Cole en zijn gezelschap gingen naar Paddington Station waar Cole zich bekendmaakte als Herbert Cholmondeley van het ministerie van Buitenlandse Zaken en waar hij uit naam van de minister aanspraak maakte op bijzonder vervoer voor zijn gezelschap. Er werd een speciale VIP-wagon geregeld. In Weymouth werden de prinsen welkom geheten door een erehaag van de marine. Het gezelschap inspecteerde in Weymouth de gehele vloot. Men sprak gebroken Latijn met elkaar en riep zelfverzonnen woorden (Bunga! Bunga!) om hun waardering voor hetgeen zij zagen tot uitdrukking te brengen.
Eenmaal terug in Londen, vertelden de grappenmakers alles aan de Daily Mirror. Ook stelden ze een foto aan de krant beschikbaar. De grap - uitgevoerd door een groep pacifisten, bovendien - bracht de Britse marine in verlegenheid. De marine eiste dat Cole vervolgd zou worden, maar dit gebeurde niet omdat Cole c.s. geen enkele wet hadden overtreden. 
Toen de echte keizer van Ethiopië, Menelik II, twee jaar later een bezoek bracht aan het Verenigd Koninkrijk, werd hij op straat nageroepen door kinderen met Bunga! Bunga!. 
HMS Dreadnought zou worden ingezet tijdens de Eerste Wereldoorlog en bracht in 1915 een Duitse onderzeeër tot zinken.